# デッラ・カーザ氏の肖像
『デッラ・カーザ氏の肖像』（デッラ・カーザしのしょうぞう、伊:Ritratto di monsignor Della Casa）、または以前、『ニッコロ・アルディンゲッリの肖像』（伊: Ritratto di Niccolò Ardinghelli）として知られていた本作は、イタリアのマニエリスム期の画家、ヤコポ・ダ・ポントルモが1541-1544年ごろに制作した板上の油彩画である。現在。ワシントンのナショナル・ギャラリーに所蔵されている。以前、人物はニッコロ・アルディンゲッリと認識されていたが、現在では、『ガラテオ (Galateo)』の著者であるジョヴァンニ・デッラ・カ―ザであると考えられている。
20世紀の初めの1909年にパリで売却される以前には、フィレンツェのバルガーリ侯爵のコレクションにあり、セバスティアーノ・デル・ピオンボに帰属されていた。1922年にアレッサンドロ・コンティーニ・ボナコッシによって購入される以前は、さまざまな所有者の手に渡った。アレッサンドロ・コンティーニ・ボナコッシは、1952年にサミュエル H. クレス財団に売却し、1961年に現在の所蔵先であるワシントンのナショナル・ギャラリーに譲渡された。